# Diacyclops suoensis
Diacyclops suoensis – gatunek widłonoga z rodziny Cyclopidae. Nazwa naukowa gatunku została po raz pierwszy opublikowana w 1954 roku przez japońskiego biologa Takashiego Ito.